# Cerrophidion godmani
Cerrophidion godmani es una especie de serpiente venenosa de la subfamilia de víboras de foseta (Crotalinae). Se halla en el sur de México y en Centroamérica.

## Descripción
Los adultos son relativamente gruesos, y en general tienen un tamaño de 46-55 cm, aunque ocasionalmente pueden alcanzar más de 75 cm. El mayor tamaño medido es de 82 cm.
Poseen un orificio (foseta loreal) a cada lado de la cabeza entre el ojo y el orificio nasal; se trata de un órgano muy sensible a las variaciones de temperatura que sirve para detectar las presas de sangre caliente. La foseta loreal es una característica típica compartida por todas las especies de la subfamilia de las víboras de foseta.

## Distribución geográfica
El área de distribución incluye el sur de México (sureste de Oaxaca y Chiapas) y Centroamérica (Guatemala, El Salvador, Honduras, el norte de Nicaragua y Costa Rica, hasta el oeste de Panamá). La localidad tipo es "cerca de Dueñas y en otras partes del altiplano de Guatemala".
Se encuentra en una amplia gama de hábitats, ubicados en altitudes medianas y altas (1.400-3.491 m s. n. m.): bosque montano húmedo y bosque nuboso, bosque montano seco inferior, en gran parte pino y roble, y alto monte de montaña y prados.

## Nombres comunes
Nauyaca-de montaña de Godman, sheta.
México: nauyaca del frío. Guatemala: cantil frijolillo, cheta, sheta, tamagas. Honduras: timbo chingo, tamagas café. Nicaragua: toboa oscura, toboita. Costa Rica: borot kabi, dudaban, toboba de altura.
El Salvador: timbo.

## Veneno
Los efectos del veneno de esta especie no son bien conocidos. Es principalmente hemotóxico, con potentes factores miotóxicos y proteolíticos. Los síntomas de envenenamiento en los seres humanos pueden incluir intenso dolor local, hinchazón local (puede involucrar toda la extremidad), prurito generalizado, fiebre, dolor de cabeza, náuseas y mareos. Sin embargo, mordeduras parecen ser poco frecuentes, y no se reportaron víctimas mortales confirmadas.